# Just Before the Battle, Mother

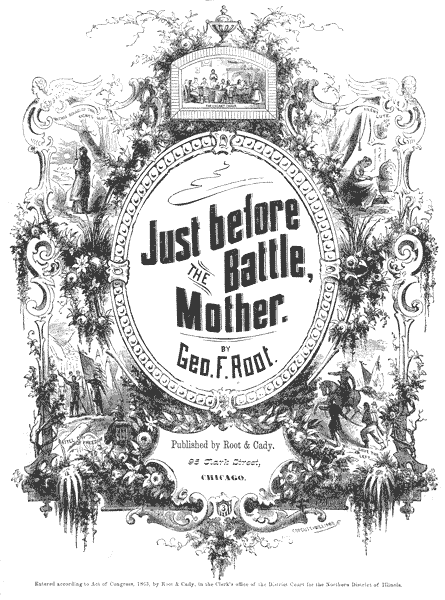
Cubierta de 1864 de la partitura de la canción "Just Before the Battle, Mother".

"Just before the Battle, Mother" fue una popular canción durante la guerra civil americana, particularmente entre las tropas del Ejército de la Unión. Fue escrita y publicada por George F. Root, de Chicago. También fue una canción popular entre los seguidores de la Primrose League en Inglaterra, y formaba parte central de las celebraciones del Día de la Reina Victoria en Canadá desde finales del siglo XIX hasta mediados del siglo XX.
El texto es de dominio público.